# パーミット (原子力潜水艦)
|           |                                   |
| 艦歴      |                                   |
| 発注:     | 1958年1月27日                     |
| 起工:     | 1959年5月1日                      |
| 進水:     | 1961年7月1日                      |
| 就役:     | 1962年5月29日                     |
| 退役:     | 1991年7月23日                     |
| 除籍:     | 1991年7月23日                     |
| その後:   | 原子力艦再利用プログラム          |
| 性能諸元  |                                   |
| 排水量:   | 水上：3,700トン、水中：4,300トン  |
| 全長:     | 278 ft 5 in                       |
| 全幅:     | 31 ft 7 in                        |
| 吃水:     | 25 ft 2 in                        |
| 機関:     | S5W reactor                       |
| 最大速:   | 20+ ノット                        |
| 乗員:     | 士官、兵員105名                   |
| 兵装:     | 21インチ魚雷発射管4基、サブロック |
| モットー: |                                   |

パーミット (USS Permit, SSN-594) は、アメリカ海軍の原子力潜水艦。パーミット級原子力潜水艦の2番艦。1番艦のスレッシャーが事故で失われたため、本艦が級名になった。艦名はノースカロライナ州からブラジルにかけての海域に生息するアジ科コバンアジ属 (英：Pompano、学：Trachinotus属)の一種、パーミット ( 英：Permit 学：Trachinotus falcatus )に因んで命名された。その名を持つ艦としてはポーパス級潜水艦7番艦(SS-178)以来2隻目。

## 艦歴
パーミットの建造は1958年1月27日にメア・アイランド海軍造船所に発注され、1959年5月1日に起工した。1961年7月1日にジョン・A・マコーン夫人によって命名、進水し、1962年5月29日にロバート・H・バウント艦長の指揮下就役した。
パーミットはピュージェット・サウンドで5週間の公試を行い、その後メア・アイランドでサブロック・システムのチェックに3週間を費やした。夏の後半から初秋にかけてカリフォルニア州サンディエゴで公試を行う。1963年1月の最終公試後、パーミットはサブロックの評価試験に参加し、3月28日には発射に成功した最初の潜水艦となった。1964年、1965年にはより高度な試験と訓練に集中する。
1966年の冬にはメア・アイランドでオーバーホールを行う。5月から7月までウェストパック演習に参加し、真珠湾での停泊の後8月13日にサンディエゴに帰還する。同年の残りは西海岸での活動に費やした。
1967年は再びメア・アイランドでオーバーホールを行う。この間に母港はカリフォルニア州ヴァレーオへと変更された。11月後半までにパーミットはピュージェット・サウンドでの公試を行い、12月12日にサンディエゴへ帰還した。1968年4月22日までサンディエゴ海域で活動し、その後太平洋での特別任務に向かい、同任務は6月26日まで行われた。7月24日から10月1日まで別の任務に従事し、その後再びサンディエゴ海域で活動した。
パーミットは1991年7月23日に退役し、同日除籍された。1991年9月30日にワシントン州ブレマートンで原子力艦再利用プログラムに基づく処分が行われ、1993年5月20日に解体された。